# Lake Almanor Peninsula (Kalifornija)
Lake Almanor Peninsula je naseljeno područje za statističke svrhe u američkoj saveznoj državi Kalifornija. Prema popisu stanovništva iz 2010. u njemu je živjelo 356 stanovnika.